# بی‌شرم (مجموعه تلویزیونی بریتانیایی)
بی‌شرم (انگلیسی: Shameless) نام یک مجموعه تلویزیونی مخصوص بزرگسالان در سبک کمدی و درام و محصول کشور بریتانیا است.